# Soiuz 4
Soiuz 4 (rus: Союз 4, Unió 4) va ser un vol espacial tripulat del programa espacial soviètic llançat el 14 de gener de 1969. A bord de la nau espacial Soiuz 7K-OK hi havia el cosmonauta Vladímir Xatàlov en el seu primer vol. L'objectiu de la missió fou l'acoblament amb el Soiuz 5, transferir dos tripulants de la nau i tornar a la Terra. Els tres anteriors vols Soiuz també van ser intents d'acoblament però van fracassar per diverses raons.
L'indicatiu de ràdio de la tripulació fou Amur, mentre que el Soiuz 5 fou Baikal. Això es referia pel projecte del ferrocarril trans-siberià anomenat Ferrocarril Baikal-Amur, que estava en construcció en aquell moment. La missió va servir presumptament com un estímul als treballadors en el projecte.

## Tripulació
| Posició                 | Cosmonauta de llançament             | Cosmonauta d'aterratge                 |
| ----------------------- | ------------------------------------ | -------------------------------------- |
| Comandant               | Vladímir Xatàlov Primer vol espacial | Vladímir Xatàlov Primer vol espacial   |
| Enginyer de vol         | Cap                                  | Aleksei Ielisséiev Primer vol espacial |
| Enginyer d'investigació | Cap                                  | Ievgueni Khrunov Primer vol espacial   |

### Tripulació de reserva
| Posició                 | Cosmonauta de llançament | Cosmonauta d'aterratge |
| ----------------------- | ------------------------ | ---------------------- |
| Comandant               | Gueorgui Xonin           | Gueorgui Xonin         |
| Enginyer de vol         | Cap                      | Víktor Gorbatko        |
| Enginyer d'investigació | Cap                      | Valeri Kubàsov         |

### Tripulació en suport
| Posició                 | Cosmonauta de llançament | Cosmonauta d'aterratge |
| ----------------------- | ------------------------ | ---------------------- |
| Comandant               | Gueorgui Dobrovolski     | Gueorgui Dobrovolski   |
| Enginyer de vol         | Cap                      | Vladislav Vólkov       |
| Enginyer d'investigació | Cap                      | Piotr Kolodin          |

## Paràmetres de la missió
- Massa: 6625 kg
- Perigeu: 213 km
- Apogeu: 224 km
- Inclinació: 51,7°
- Període: 88,8 min

### Passeig espacial
- Ielisséiev i Khrunov  - EVA 1
- Inici EVA 1: 16 de gener de 1969, 12:43:00 UTC
- Fi EVA 1: 16 de gener de 13:15 UTC
- Duració: 37 minuts